# لوئیسا استفانی
لوئیسا استفانی (پرتغالی: Luisa Stefani؛ زادهٔ ۹ اوت ۱۹۹۷) تنیس‌باز اهل برزیل است.
وی در مسابقات کشوری و بین‌المللی در مجموع برندهٔ ۲ مدال برنز شده‌است.